# بيتر ميلر
بيتر ميلر (بالإنجليزية: Peter Miller)‏ (و. 1969 – م) هو ممثل، من كندا، ولد في شيبوغامو.

## التعليم
تعلم في مدرسة نيبرهود للمسرح ‏.

## وصلات خارجية
- بيتر ميلر على موقع IMDb (الإنجليزية)
- بيتر ميلر على موقع ألو سيني (الفرنسية)
- بيتر ميلر على موقع ألو سيني (الفرنسية)
- بيتر ميلر على موقع أول موفي (الإنجليزية)
- بيتر ميلر على موقع قاعدة بيانات الفيلم (الإنجليزية)
- بيتر ميلر على موقع كينوبويسك (الروسية)